# ماك رايت
ماك رايت (27 يناير 1998 - ) (بالإنجليزية: Macalister Wright)‏ هو لاعب كريكت أسترالي. لعب مع فريق تسمانيا للكريكت وفريق أستراليا 11 ‏ وHobart Hurricanes ‏.

## وصلات خارجية
- ماك رايت على موقع إي آس بي آن كريك إنفو (الإنجليزية)